# Spacewatch

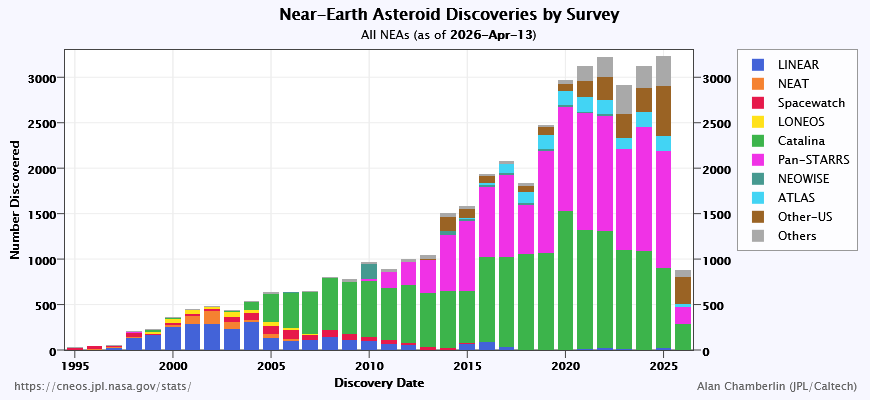
Zahl der erdnahen Objekte, detektiert durch verschiedene Projekte
LINEAR
NEAT
Spacewatch
LONEOS
Catalina Sky Survey
Pan-STARRS
NeoWise
ATLAS
alle anderen

Spacewatch ist ein Projekt an der University of Arizona, das auf die Beobachtung von Kleinplaneten (Asteroiden) und Kometen spezialisiert ist. Das Projekt wurde 1980 von Tom Gehrels und Robert S. McMillan gegründet. Dr. Melissa J. Brucker ist heute die Projektleiterin.
Zur Beobachtung nutzt das Projekt ein 0,9-Meter- und ein 1,8-Meter-Spiegelteleskop auf dem Kitt Peak. Durch die bessere Kenntnis der Kleinplaneten im Sonnensystem erhofft man sich bessere Einsichten in die Entwicklungsgeschichte des Sonnensystems. Besondere Aufmerksamkeit gilt Objekten, die möglicherweise der Erde nahekommen. Die gewonnenen Daten werden dazu mit dem Überwachungssystem Sentry ausgewertet.

## Entdeckungen
Zu den vom Spacewatch-Projekt entdeckten Asteroiden zählen unter anderem die erdnahen Asteroiden 1991 VG und (35396) 1997 XF11, die Zentauren (5145) Pholus, (7066) Nessus und (8405) Asbolus sowie die großen Kuipergürtel-Objekte (55637) 2002 UX25 und (20000) Varuna. Der Asteroid (719) Albert wurde von Spacewatch wiedergefunden, nachdem er für fast 90 Jahre als verschollen galt. Der periodische Komet 125P/Spacewatch wurde von diesem Projekt entdeckt. Spacewatch fand Callirrhoe, einen Mond des Jupiter, der zunächst für einen Asteroiden gehalten wurde.

## Eponyme
Der Asteroid (4255) Spacewatch wurde 1990 nach dem Projekt benannt.